# Thomas Bowman
Thomas Bowman (* 25. Mai 1848 in Wiscasset, Lincoln County, Maine; † 1. Dezember 1917 in Council Bluffs, Iowa) war ein US-amerikanischer Politiker. Zwischen 1891 und 1893 vertrat er den Bundesstaat Iowa im US-Repräsentantenhaus.

## Werdegang
Im Jahr 1868 zog Thomas Bowman nach Council Bluffs in Iowa, wo er im Handel tätig wurde. In den Jahren 1875, 1877 und 1879 wurde er zum Kämmerer des Pottawattamie County gewählt. 1882 wurde er Bürgermeister von Council Bluffs und von 1885 bis 1889 war er Posthalter in dieser Stadt. Seit 1883 fungierte er als Haupteigentümer und Herausgeber der Zeitung "Council Bluffs Globe". Diese Zeitung benutzte er auch als Sprachrohr seiner Demokratischen Partei.
1890 wurde Bowman im neunten Wahlbezirk von Iowa in das US-Repräsentantenhaus in Washington, D.C. gewählt. Dort trat er am 4. März 1891 die Nachfolge des Republikaners Joseph Rea Reed an. Da er 1892 auf eine erneute Kandidatur verzichtete, konnte Bowman bis zum 3. März 1893 nur eine Legislaturperiode im Kongress absolvieren. Nach dem Ende seiner Zeit im US-Repräsentantenhaus widmete sich Bowman wieder seinen privaten Geschäften. Von 1904 bis 1908 war er nochmals Posthalter von Council Bluffs. Dort ist er am 1. Dezember 1917 auch verstorben.